# سدادة الأندية
سدادة الأندية هي النوادي الاجتماعية.
هناك أكثر من 100 سدادة النوادي في بافاريا.

خريطة

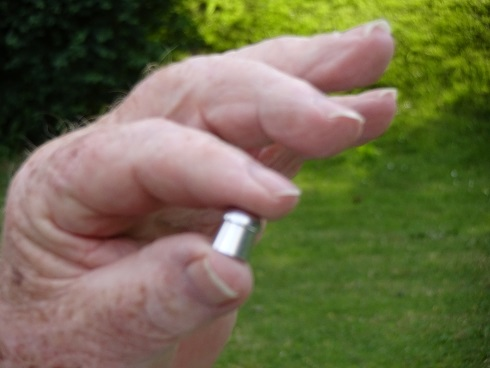
سدادة